# Schloss Karlslust
Schloss Karlslust är ett slott i Österrike.   Det ligger i distriktet Hollabrunn och förbundslandet Niederösterreich, i den nordöstra delen av landet, 80 km norr om huvudstaden Wien. Schloss Karlslust ligger 446 meter över havet.
Terrängen runt Schloss Karlslust är platt norrut, men söderut är den kuperad. Schloss Karlslust ligger uppe på en höjd. Närmaste större samhälle är Retz, 7,8 km söder om Schloss Karlslust. 
I omgivningarna runt Schloss Karlslust växer i huvudsak blandskog. Runt Schloss Karlslust är det ganska glesbefolkat, med 48 invånare per kvadratkilometer.